# Klavierwerke
Klavierwerke je třetí EP anglického hudebníka Jamese Blakea. Vydalo jej v září roku 2010 hudební vydavatelství R&S Records a veškeré nástroje náhrál sám Blake, který je rovněž producentem nahrávky. Název alba Klavierwerke je odvozen od skutečnosti, že je postavené především na klavíru. Jde o Blakeovo poslední EP před vydáním svého prvního plnohodnotného alba James Blake, které vyšlo v únoru následujícího roku. Společně s nahrávkami The Bells Sketch a CMYK toto EP zařadil hudební server Pitchfork Media mezi padesát nejlepších alb roku 2010.

## Seznam skladeb
Autorem všech skladeb je James Blake.
| Pořadí | Název                         | Délka |
| ------ | ----------------------------- | ----- |
| 1.     | Klavierwerke                  | 5:06  |
| 2.     | Tell Her Safe                 | 3:15  |
| 3.     | I Only Know (What I Know Now) | 5:17  |
| 4.     | Don't You Think I Do          | 3:05  |